# США на летних Олимпийских играх 1968
На летних Олимпийских играх 1968 года США представляли 357 спортсменов (274 мужчины, 83 женщины). Они завоевали 45 золотых, 28 серебряных и 34 бронзовых медалей, что вывело сборную на 1-е место в неофициальном командном зачёте.

## Медалисты

### Золото
| Медаль | Спортсмен | Вид спорта      | Дисциплина                                              |
| ------ | --- | --------------- | ------------------------------------------------------- |
| Золото | Джим Хайнс | Лёгкая атлетика | Мужчины, 100 м                                          |
| Золото | Томас Смит | Лёгкая атлетика | Мужчины, 200 м                                          |
| Золото | Ли Эванс | Лёгкая атлетика | Мужчины, 400 м                                          |
| Золото | Уилбур Дэвенпорт | Лёгкая атлетика | Мужчины, 110 м с барьерами                              |
| Золото | Чарлз Грин Мелвин Пендер Ронни Смит Джим Хайнс | Лёгкая атлетика | Мужчины, эстафета 4×100 м                               |
| Золото | Винсент Мэттьюз Рон Фримэн Лэрри Джеймс Ли Эванс | Лёгкая атлетика | Мужчины, эстафета 4×400 м                               |
| Золото | Ричард Фосбери | Лёгкая атлетика | Мужчины, прыжки в высоту                                |
| Золото | Роберт Сигрен | Лёгкая атлетика | Мужчины, прыжки с шестом                                |
| Золото | Роберт Бимон | Лёгкая атлетика | Мужчины, прыжки в длину                                 |
| Золото | Рэнди Мэтсон | Лёгкая атлетика | Мужчины, толкание ядра                                  |
| Золото | Альфред Ортер | Лёгкая атлетика | Мужчины, метание диска                                  |
| Золото | Билл Туми | Лёгкая атлетика | Мужчины, десятиборье                                    |
| Золото | Вайомия Тайес | Лёгкая атлетика | Женщины, 100 м                                          |
| Золото | Мэделайн Мэннинг | Лёгкая атлетика | Женщины, 800 м                                          |
| Золото | Маргарэт Бэйлс Барбара Феррелл Милдретт Неттер Вайомия Тайес                                                                                            | Лёгкая атлетика | Женщины, эстафета 4×100 м                               |
| Золото | Майк Баррет Джон Клоусон Дональд Ди Кельвин Фаулер Спенсер Хэйвуд Билл Хоскет Джеймс Кинг Глинн Солтерс Чарли Скотт Майкл Силимэн Кен Спейн Джозеф Уайт | Баскетбол       | Мужчины                                                 |
| Золото | Рональд Харрис | Бокс            | Мужчины, до 60 кг                                       |
| Золото | Джордж Форман | Бокс            | Мужчины, свыше 81 кг                                    |
| Золото | Вильям Стейнкраус | Конный спорт    | Конкур, личное первенство                               |
| Золото | Джордж Фридрихс Бартон Дженке Джеральд Скрек | Парусный спорт  | Класс «Дракон»                                          |
| Золото | Лоуэлл Норт Питер Бэррет | Парусный спорт  | Класс «Звёздный»                                        |
| Золото | Майкл Бёртон | Плавание        | Мужчины, 400 м вольным стилем                           |
| Золото | Майкл Бёртон | Плавание        | Мужчины, 1500 м вольным стилем                          |
| Золото | Дон Маккензи | Плавание        | Мужчины, 100 м брассом                                  |
| Золото | Дуглас Расселл | Плавание        | Мужчины, 100 м баттерфляем                              |
| Золото | Карл Роби | Плавание        | Мужчины, 200 м баттерфляем                              |
| Золото | Чарльз Хиккокс | Плавание        | Мужчины, 200 м комплексным плаванием                    |
| Золото | Чарльз Хиккокс | Плавание        | Мужчины, 400 м комплексным плаванием                    |
| Золото | Захари Зорн Стефен Рерих Кеннет Уолш Марк Спитц | Плавание        | Мужчины, эстафета 4×100 м вольным стилем                |
| Золото | Джон Нельсон Стефен Рерих Марк Спитц Дон Шолландер | Плавание        | Мужчины, эстафета 4×200 м вольным стилем                |
| Золото | Чарльз Хиккокс Дон Маккензи Дуглас Расселл Кеннет Уолш                                                                                                  | Плавание        | Мужчины, эстафета 4×100 м комбинированная               |
| Золото | Джан Хенне | Плавание        | Женщины, 100 м вольным стилем                           |
| Золото | Дебора Мейер | Плавание        | Женщины, 200 м вольным стилем                           |
| Золото | Дебора Мейер | Плавание        | Женщины, 400 м вольным стилем                           |
| Золото | Дебора Мейер | Плавание        | Женщины, 800 м вольным стилем                           |
| Золото | Кей Холл | Плавание        | Женщины, 100 м на спине                                 |
| Золото | Лилиан Ватсон | Плавание        | Женщины, 200 м на спине                                 |
| Золото | Шарон Вичман | Плавание        | Женщины, 200 м брассом                                  |
| Золото | Клаудиа Колб | Плавание        | Женщины, 200 м комплексным плаванием                    |
| Золото | Клаудиа Колб | Плавание        | Женщины, 400 м комплексным плаванием                    |
| Золото | Джейн Баркман Линда Густавсон Сюзан Педерсен Джан Хенне                                                                                                 | Плавание        | Женщины, эстафета 4×100 м вольным стилем                |
| Золото | Кей Холл Кэтрин Болл Элеанор Даниель Сюзан Педерсен | Плавание        | Женщины, эстафета 4×100 м комбинированная               |
| Золото | Бернард Райтсон | Прыжки в воду   | Мужчины, трамплин 3 м                                   |
| Золото | Сюзанна Госсик | Прыжки в воду   | Женщины, трамплин 3 м                                   |
| Золото | Гэри Андерсон | Стрельба        | Мужчины, произвольная винтовка из трёх положений, 300 м |

### Серебро
| Медаль  | Спортсмен                              | Вид спорта           | Дисциплина                                               |
| ------- | -------------------------------------- | -------------------- | -------------------------------------------------------- |
| Серебро | Ларри Джеймс                           | Лёгкая атлетика      | Мужчины, 400 м                                           |
| Серебро | Джим Райан                             | Лёгкая атлетика      | Мужчины, 1500 м                                          |
| Серебро | Эрвин Холл                             | Лёгкая атлетика      | Мужчины, 110 м с барьерами                               |
| Серебро | Эд Кэрутерс                            | Лёгкая атлетика      | Мужчины, прыжки в высоту                                 |
| Серебро | Джордж Вудс                            | Лёгкая атлетика      | Мужчины, толкание ядра                                   |
| Серебро | Барбара Феррелл                        | Лёгкая атлетика      | Женщины, 100 м                                           |
| Серебро | Ларри Хаф Тони Джонсон                 | Академическая гребля | Мужчины, двойки распашные без рулевого                   |
| Серебро | Альберт Робинсон                       | Бокс                 | Мужчины, до 57 кг                                        |
| Серебро | Ричард Сандерс                         | Борьба               | Мужчины, вольная борьба, до 52 кг                        |
| Серебро | Дональд Бем                            | Борьба               | Мужчины, вольная борьба, до 57 кг                        |
| Серебро | Майкл Пэйдж Джеймс Воффорд Майкл Пламб | Конный спорт         | Троеборье, командное первенство                          |
| Серебро | Кеннет Уолш                            | Плавание             | Мужчины, 100 м вольным стилем                            |
| Серебро | Дон Шолландер                          | Плавание             | Мужчины, 200 м вольным стилем                            |
| Серебро | Джон Кинселла                          | Плавание             | Мужчины, 1500 м вольным стилем                           |
| Серебро | Чарльз Хиккокс                         | Плавание             | Мужчины, 100 м на спине                                  |
| Серебро | Митчелл Айви                           | Плавание             | Мужчины, 200 м на спине                                  |
| Серебро | Марк Спитц                             | Плавание             | Мужчины, 100 м баттерфляем                               |
| Серебро | Грегори Бакингэм                       | Плавание             | Мужчины, 200 м комплексным плаванием                     |
| Серебро | Гэри Холл-старший                      | Плавание             | Мужчины, 400 м комплексным плаванием                     |
| Серебро | Сюзан Педерсен                         | Плавание             | Женщины, 100 м вольным стилем                            |
| Серебро | Джан Хенне                             | Плавание             | Женщины, 200 м вольным стилем                            |
| Серебро | Линда Густавсон                        | Плавание             | Женщины, 400 м вольным стилем                            |
| Серебро | Памела Крюз                            | Плавание             | Женщины, 800 м вольным стилем                            |
| Серебро | Элеанор Даниель                        | Плавание             | Женщины, 100 м баттерфляем                               |
| Серебро | Сюзан Педерсен                         | Плавание             | Женщины, 200 м комплексным плаванием                     |
| Серебро | Линн Видали                            | Плавание             | Женщины, 400 м комплексным плаванием                     |
| Серебро | Джон Райтер                            | Стрельба             | Мужчины, малокалиберная винтовка из трёх положений, 50 м |
| Серебро | Томас Гэрригас                         | Стрельба             | Мужчины, трап                                            |

### Бронза
| Медаль | Спортсмен                 | Вид спорта           | Дисциплина                           |
| ------ | ------------------------- | -------------------- | ------------------------------------ |
| Бронза | Чарлз Грин                | Лёгкая атлетика      | Мужчины, 100 м                       |
| Бронза | Джон Карлос               | Лёгкая атлетика      | Мужчины, 200 м                       |
| Бронза | Рональд Фримен            | Лёгкая атлетика      | Мужчины, 400 м                       |
| Бронза | Том Фаррелл               | Лёгкая атлетика      | Мужчины, 800 м                       |
| Бронза | Джордж Янг                | Лёгкая атлетика      | Мужчины, 3000 м с препятствиями      |
| Бронза | Лэрри Янг                 | Лёгкая атлетика      | Мужчины, ходьба 50 км                |
| Бронза | Ральф Бостон              | Лёгкая атлетика      | Мужчины, прыжки в длину              |
| Бронза | Джон Нанн Билл Мар        | Академическая гребля | Мужчины, двойки парные               |
| Бронза | Харлан Марбли             | Бокс                 | Мужчины, до 48 кг                    |
| Бронза | Джеймс Уоллингтон-младший | Бокс                 | Мужчины, до 63,5 кг                  |
| Бронза | Джон Болдуин              | Бокс                 | Мужчины, до 71 кг                    |
| Бронза | Альфред Джонс             | Бокс                 | Мужчины, до 75 кг                    |
| Бронза | Альфред Джонс             | Конный спорт         | Троеборье, личное первенство         |
| Бронза | Марк Спитц                | Плавание             | Мужчины, 100 м вольным стилем        |
| Бронза | Джон Нельсон              | Плавание             | Мужчины, 200 м вольным стилем        |
| Бронза | Рональд Миллс             | Плавание             | Мужчины, 100 м на спине              |
| Бронза | Джек Хорсли               | Плавание             | Мужчины, 200 м на спине              |
| Бронза | Брайан Джоб               | Плавание             | Мужчины, 200 м брассом               |
| Бронза | Росс Уэйлз                | Плавание             | Мужчины, 100 м баттерфляем           |
| Бронза | Джон Феррис               | Плавание             | Мужчины, 200 м баттерфляем           |
| Бронза | Джон Феррис               | Плавание             | Мужчины, 200 м комплексным плаванием |
| Бронза | Линда Густавсон           | Плавание             | Женщины, 100 м вольным стилем        |
| Бронза | Джейн Баркман             | Плавание             | Женщины, 200 м вольным стилем        |
| Бронза | Джейн Свагерти            | Плавание             | Женщины, 100 м на спине              |
| Бронза | Кей Холл                  | Плавание             | Женщины, 200 м на спине              |
| Бронза | Шарон Вичман              | Плавание             | Женщины, 100 м брассом               |
| Бронза | Сюзан Шилдс               | Плавание             | Женщины, 100 м баттерфляем           |
| Бронза | Элеанор Даниель           | Плавание             | Женщины, 200 м баттерфляем           |
| Бронза | Джан Хенне                | Плавание             | Женщины, 200 м комплексным плаванием |
| Бронза | Джеймс Хенри              | Прыжки в воду        | Мужчины, трамплин 3 м                |
| Бронза | Эдвин Янг                 | Прыжки в воду        | Мужчины, вышка 10 м                  |
| Бронза | Кеала О'Салливан          | Прыжки в воду        | Женщины, трамплин 3 м                |
| Бронза | Анн Петерсон              | Прыжки в воду        | Женщины, вышка 10 м                  |
| Бронза | Джозеф Дьюб               | Тяжёлая атлетика     | Мужчины, свыше 90 кг                 |

## Результаты соревнований

### Академическая гребля
В следующий раунд из каждого заезда проходили несколько лучших экипажей (в зависимости от дисциплины). В финал A выходили 6 сильнейших экипажей, ещё 6 экипажей, выбывших в полуфинале, распределяли места в малом финале B
Мужчины
| Соревнование | Спортсмены             | Предварительный заезд | Предварительный заезд | Предварительный заезд | Отборочный заезд | Отборочный заезд | Отборочный заезд | Полуфинал | Полуфинал | Полуфинал | Финал   | Финал   | Итоговое место |
| Соревнование | Спортсмены             | Заезд                 | Время                 | Место                 | Заезд            | Время            | Место            | Заезд     | Время     | Место     | Время   | Место   | Итоговое место |
| ------------ | ---------------------- | --------------------- | --------------------- | --------------------- | ---------------- | ---------------- | ---------------- | --------- | --------- | --------- | ------- | ------- | -------------- |
| одиночки     | Джон Ван Блом          | 3                     | 7:54,79               | 3                     | 1                | 7:43,00          | 1 Q              | 2         | 7:49,85   | 3 QA      | Финал A | Финал A | 4              |
| одиночки     | Джон Ван Блом          | 3                     | 7:54,79               | 3                     | 1                | 7:43,00          | 1 Q              | 2         | 7:49,85   | 3 QA      | 8:00,51 | 4       | 4              |
| двойки       | Ларри Хаф Тони Джонсон | 3                     | 7:19,92               | 1 Q                   | не участвовали   | не участвовали   | не участвовали   | 2         | 7:21,50   | 1 QA      | Финал A | Финал A | 2              |
| двойки       | Ларри Хаф Тони Джонсон | 3                     | 7:19,92               | 1 Q                   | не участвовали   | не участвовали   | не участвовали   | 2         | 7:21,50   | 1 QA      | 7:26,71 | 2       | 2              |